# آشاغی چای‌بلن (بیات)
آشاغی چای‌بلن (به ترکی استانبولی: Aşağıçaybelen) یک منطقهٔ مسکونی در ترکیه است که در بیات (افیون قره‌حصار) واقع شده‌است.